# 中国共产主义青年团山东省委员会
中国共产主义青年团山东省委员会（简称共青团山东省委、团省委）是中国共产主义青年团在山东省的地方组织机构，接受中共山东省委和共青团中央的领导。主要负责青年工作。

## 历史沿革
1922年9月16日，陈为人等人在济南大明湖畔成立中国社会主义青年团济南地方团。1923年10月30日，召开济南地方团全体团员大会，决定改称中国社会主义青年团济南地方执行委员会（简称团济南地委）。后陆续在青岛、青州地区成立青年团地方执行委员会。1927年8月，成立中国共产主义青年团山东省委员会（简称共青团山东省委）。顾作霖任书记。
1930年2月，共青团山东省委机关遭到破坏。1932年1月，恢复领导机构，称中国共产主义青年团山东省特别委员会（简称共青团山东省特委），姚第鸿、张德芳、陈衡舟、孙善帅等历任书记。1933年7月，特委机关又遭到破坏。1934年7月，在共青团青岛临时工委的基础上，建立中国共产主义青年团山东省工作委员会（简称团省工委），隶属团中央，刘宜昭任书记。1935年4月，再遭破坏。
抗日战争时期，陆续成立山东青年抗日救国团、苏鲁战区青年抗日救国会、山东省青年救国联合会等青年组织。
1949年3月30日，成立中国新民主主义青年团山东省筹备委员会。同年9月，改称中国新民主主义青年团山东省工作委员会（青年团山东省工委），刘导生任书记。
1952年9月10日至18日，召开中国新民主主义青年团山东省第一次代表大会，并改称中国新民主主义青年团山东省委员会（简称青年团山东省委）。
1957年5月，中国新民主主义青年团第三次全国代表大会决定，将中国新民主主义青年团改名为中国共产主义青年团，并通过了新的团章。中国新民主主义青年团山东省委员会改称中国共产主义青年团山东省委员会。
1966年6月，文化大革命开始。1967年1月23日，团省委机关被造反派夺权，工作陷入瘫痪状态。
1970年12月20日，根据中共九届一中全会精神，山东省革命委员会政治部召开全省整团建团工作座谈会，部署全省整团建团工作。1972年11月15日，中共山东省委决定成立团省委筹备小组。1973年5月4日至17日，召开共青团山东省第五次代表大会，选举产生第五届委员会，正式恢复中国共产主义青年团山东省委员会领导机构。

## 主要职责
根据《中国共产主义青年团章程》，中国共产主义青年团山东省委员会的主要职责是：
充分发挥共青团组织政治功能，完善和开拓青年团在社会主义市场经济体制下的社会功能，积极承担省委和省政府委托的青少年事务，密切联系广大团员青年，发挥先锋队和主力军作用。

## 机构设置

### 职能部门
- 办公室
- 组织部
- 宣传部
- 青年发展部
- 基层组织建设部
- 学校部
- 少年部
- 统战联络部
- 维护青少年权益和社会联络部

### 直属事业单位
- 团省委机关服务中心
- 山东省希望工程办公室
- 山东省青春创业行动指导中心
- 山东省志愿者行动指导中心
- 团省委网络新媒体中心
- 山东青年报刊传媒中心
- 山东省青少年宫

### 地级市基层组织
- 共青团济南市委
- 共青团青岛市委
- 共青团淄博市委
- 共青团枣庄市委
- 共青团东营市委
- 共青团烟台市委
- 共青团潍坊市委
- 共青团济宁市委
- 共青团泰安市委
- 共青团威海市委
- 共青团日照市委
- 共青团莱芜市委
- 共青团临沂市委
- 共青团德州市委
- 共青团聊城市委
- 共青团滨州市委
- 共青团菏泽市委

### 直属团组织
直属企业团组织
- 胜利石油管理局团委
- 齐鲁石化公司团委
- 莱芜钢铁集团团委
- 济南铁路局团委
- 中铁十四局集团团委
- 中铁十局集团团委
- 中建八局团委
- 山东省地质矿产勘查开发局团委

直属高校团组织
- 山东大学团委
- 山东师范大学团委
- 中国海洋大学团委
- 青岛大学团委
- 中国石油大学（华东）团委
- 烟台大学团委
- 曲阜师范大学团委
- 山东农业大学团委

省直机关团工委
省国资委团组织

## 历届常委会
第一届
- 任期：1952年9月－1956年11月
- 书记：杜前
- 副书记：张超、鲁钊
- 常委：杜前、张超、鲁钊、杨裕进、林萍、李文耀、王传斌、吕戈龙、丁毅民、王显宗、徐野

第二届
- 任期：1956年11月－1959年11月
- 书记：林萍
- 副书记：李文耀、王显宗、李范、徐野
- 常委：林萍、李文耀、王显宗、李范、徐野、康晓、冯立族、孙继文、卢启明、岳贞谟、刘培仁

第三届
- 任期：1959年11月－1963年5月
- 书记：林萍
- 副书记：李文耀、李范、徐野、冯立族
- 常委：林萍、李文耀、李范、徐野、冯立族、康晓、岳贞谟、刘培仁、孙继文、何庆丰、王毅

第四届
- 任期：1963年6月－1966年
- 书记：林萍
- 副书记：李范、徐野、冯立族、康晓
- 常委：林萍、李范、徐野、冯立族、康晓、岳贞谟、孙继文、王毅、李聚馨、高中正、马欣然

第五届
- 任期：1973年5月－1979年5月
- 书记：徐建春、李聚馨
- 副书记：王培广、孙振法、赵玉兰、王玉华、战平
- 常委：徐建春、李聚馨、王培广、孙振法、赵玉兰、王玉华、战平、朱前贵、亓凤海、杨季泉、李守凤、范天真、左峰、王志宾、刘锦玲、汝汇泉、李光泉、于阳周、林淑娘、张金凤

第六届
- 任期：1979年5月－1982年10月
- 书记：徐建春
- 副书记：张守福、栾培琴、孙淑义、赵玉兰
- 常委：徐建春、张守福、栾培琴、孙淑义、赵玉兰、于阳周、亓凤海、汝汇泉、朱前贵、李光泉、李现成、李建林、杜忠臣

第七届
- 任期：1982年10月－1987年9月
- 书记：林廷生
- 副书记：王乐泉、孙淑义、王天瑞、吴爱英
- 常委：林廷生、王乐泉、孙淑义、王天瑞、吴爱英、刘景章、乔善泉、李光泉、李现成、袁义法、崔乐生、焦连安

第八届
- 任期：1987年9月－1992年9月
- 书记：杨传堂
- 副书记：吴爱英、赵树丛、张伟、张万青
- 常委：杨传堂、吴爱英、赵树丛、张伟、张万青、崔乐生、于子修、孙永春、张心骥、常连霆

第九届
- 任期：1992年9月－1997年12月
- 书记：赵树丛
- 副书记：崔波、常连霆、翟鲁宁、孙永春、张心骥
- 常委：赵树丛、崔波、常连霆、翟鲁宁、孙永春、张心骥、曹可元、刘长坤、袁有洪、徐勃、亢清泉

第十届
- 任期：1997年12月－2002年10月
- 书记：李群（1997年12月－2001年1月） → 刘慧晏（2001年1月－2002年5月）
- 副书记：翟鲁宁、王晓、孙守刚
- 常委：李群、翟鲁宁、王晓、孙守刚、张光峰、周晓波、燕翔、李胜利、王玲、鹿林、韩建亭

第十一届
- 任期：2002年10月－2008年3月
- 书记：陈伟 → 张光峰（2006年9月－2008年1月）
- 副书记：孙守刚、张光峰、王磊、孙爱军、林青
- 常委：陈伟、孙守刚、张光峰、王磊、孙爱军、林青、王龙飞、孔卫民、冯俊良、刘建武、许风伦、孙丰华、李玉国、张伟、张惠、张宏伟、林海波、苗晓钢、党安涛

第十二届
- 任期：2008年3月－2013年4月
- 书记：王磊[5]
- 副书记：孙爱军、张涛、任海涛、张辉
- 常委：

第十三届
- 任期：2013年4月－2017年12月
- 书记：张涛（2013年4月[6]－2016年11月） → 陈必昌（2016年11月－2017年12月）
- 副书记：任海涛、陈必昌、袁良
- 常委：

第十四届
- 任期：2017年12月－
- 书记：陈必昌（2017年12月－2018年12月） → 刘天东（2019年3月[7]－）
- 副书记：袁良、刘少华、尚胜波
- 常委：